# Наш день придёт
«Наш день придёт» (фр. Notre jour viendra) — фильм французского режиссёра Ромена Гавраса. Одним из продюсеров фильма стал Венсан Кассель, который также исполнил главную роль. Премьера состоялась 12 сентября 2010 года на Международном кинофестивале в Торонто в программе авангардного кино.

## Сюжет
Рыжеволосый молодой человек Реми совершенно одинок, у него нет друзей, кроме стареющего психоаналитика Патрика. Он живёт с матерью и сестрой, которые его ненавидят; над ним издеваются в школе. У психоаналитика Патрика тоже рыжие волосы, он дружит с Реми и помогает ему выпустить наружу его ненависть и сексуальность. Однажды Реми видит картину, на которой изображены несколько рыжеволосых людей в Ирландии, — поэтому, когда жизнь обоих становится окончательно невыносимой, они покупают на последние деньги спортивную машину, дорогие костюмы и едут в Ирландию. Их путешествие превращается в сплошное проявление агрессии по отношению к окружающему миру.

## В ролях
- Венсан Кассель — Патрик
- Оливье Бартелеми — Реми
- Жюстен Лероуа — Наташа
- Ванесса Дека — Ванесса
- Борис Гамтети — Серж
- Родольф Бланшет — Жоэль
- Клоэ Катоан — маленькая рыжеволосая девочка
- Сильвен Ле Минез — заложник
- Пьер Буланже — работник ресепшена
- Жюли Вергуль — Леа
- Матильда Брор — мать Реми
- Камиль Роу — девочка из Англии #1
- Жозефин де ла Буме — девочка из Англии #2
- Александра Дальстрём- девочка из Англии #3